# Tina Brown
Tina Brown, också kallad Lady Evans, född Christina Hambley Brown 21 november 1953 i Maidenhead, Berkshire, är en brittisk journalist och före detta redaktör för tidningar som The New Yorker, Vanity Fair och the Tatler. Hon fick amerikanskt medborgarskap 2005. Hon har gett ut tre böcker, där The Diana Chronicles, om Prinsessan Diana har fått mest uppmärksamhet.